# Michal Reiman
Michal Reiman (* 14. Juli 1930 in Moskau; † 10. März 2023 in Berlin) war ein tschechischer Politologe und Historiker.

## Leben
Michal Reiman wurde als Sohn von Pavel Reiman 1930 in Moskau geboren, die Familie war jedoch in der Tschechoslowakei ansässig. Nach dem Einmarsch von Hitlers Truppen in die Tschechoslowakei emigrierte Reiman mit seiner Mutter in die Sowjetunion, wo sie von 1939 bis 1945 lebten. 1941 wurde Reiman wie die meisten Moskauer Kinder in eine Kinderkolonie im Gebiet von Gorki evakuiert. Von 1943 bis 1945 lebte er mit seiner Mutter im Moskauer Hotel Lux. Reiman studierte nach dem Krieg Geschichte in Moskau und kehrte nach Prag zurück, wohin ihm seine spätere Frau Tamara 1955 folgte, als sowjetische Staatsbürger das Recht erhalten hatten, Ehen mit Ausländern zu schließen. Er war als Dozent für die Geschichte der Tschechoslowakei an der Politischen Hochschule in Prag tätig. Sein Buch „Die russische Revolution“ von 1967 erntete heftige Kritik in der Tschechoslowakei und in der Sowjetunion. Während des  Prager Frühlings war er politisch aktiv, nach der Niederschlagung des Prager Frühlings bekam er Berufsverbot. Als Stipendiat der Alexander von Humboldt-Stiftung kam er 1976 in die Bundesrepublik. 1978 wurde ihm die tschechoslowakische Staatsbürgerschaft aberkannt, so dass er in Deutschland blieb. Er war in der Listy-Gruppe aktiv. Reiman lehrte als Professor für Politikwissenschaft an der Freien Universität Berlin. Nach seiner Emeritierung 1995 unterrichtete er bis zum Jahr 2010 an der Karls-Universität in Prag.
Sein Spezialgebiet war die politische Geschichte der Sowjetunion, vor allem die Geschichte des Stalinismus.

## Veröffentlichungen (Auswahl)
- Ruská revoluce [Die russische Revolution], tschechisch, Naše Vojsko, Prag 1967, Nachdruck 1991, ISBN 80-206-0031-0 (russisch: Prag 1968, italienisch: Bari 1969)
- Lenin, Stalin, Gorbačev : Kontinuität u. Brüche in der sowjetischen Geschichte, Hamburg : Junius 1987, ISBN 3-88506-160-0.
- (als Mitverfasser): Frühling in Moskau : werden Lenins Erben müde?, herausgegeben vom Sozialistischen Osteuropakomitee. Hamburg : Junius 1987, (Osteuropa-Info Nr. 68)
- Die Geburt des Stalinismus : die UdSSR am Vorabend der „zweiten Revolution“, Frankfurt/Main : Europäische Verlagsanstalt 1979, ISBN 3-434-00416-5.
- (Hrsg. mit Gert-Joachim Glaeßner): Systemwechsel und Demokratisierung : Rußland und Mittel-Osteuropa nach dem Zerfall der Sowjetunion, Westdeutscher Verlag 1997 (Springer VS) ISBN 978-3-531-13003-3.
- About Russia, its revolutions, its development and its present, Frankfurt am Main : Peter Lang Edition 2016, ISBN 978-3-631-67136-8 (Reihe Prager Schriften zur Zeitgeschichte und zum Zeitgeschehen; Band 10).